# Magdalena Lamparska

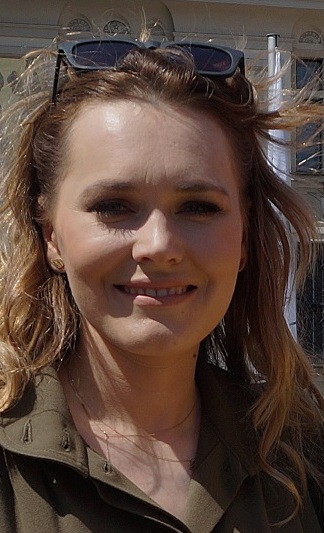
Magdalena Lamparska im Jahr 2018

Magdalena Lamparska (* 6. Januar 1988 in Słupsk, Polen) ist eine polnische Schauspielerin.

## Leben
Magdalena Lamparska wurde 1988 in Słupsk geboren, einer Stadt im Norder Polens direkt an der Ostsee. Sie absolviert ihr Schauspielstudium an der Fakultät für Schauspielerei an der Theaterakademie in Warschau, welches sie im Jahr 2010 abschloss. Sie spielt Rollen an verschiedenen Warschauer Theatern, unter anderem dem Nationaltheater (Teatr Narodowy), dem Kwadrat-Theater und dem Polnischen Theater.
Ihre Fernsehkarriere begann Magdalena Lamparska in polnischen Serienformaten, beispielsweise 39 i pół und später 39 i pół tygodnia, Hotel 52 und To nie koniec swiata!. Sie spielte aber auch in Kinofilmen Rollen, so unter anderem in Big Love, Die Frau des Zoodirektors oder 365 Tage
Zusammen mit Jowita Radzińska und Olga Bołądź gründete Magdalena Lamparska die Gerlsy-Stiftung, um dem Bedarf einer weiblichen Stimme in polnischen Filmen und Fernsehserien gerecht zu werden, die Vielseitigkeit und Multidimensionalität der Frau darzustellen und das abgenutzte Stereotyp der polnischen Mutter zu überwinden. Sie haben das Drehbuch für Bołądźs Kurzfilm-Regiedebüt Alicja i żabka geschrieben und weitere Projekte initiiert.

## Filmografie
- 2007–2009: 39 i pół (Fernsehserie, 27 Folgen)
- 2010–2013: Hotel 52 (Fernsehserie, 87 Folgen)
- 2012: Big Love
- 2010–2013: To nie koniec swiata! (Fernsehserie, 25 Folgen)
- 2017: Die Frau des Zoodirektors (The Zookeeper's Wife)
- 2019: 39 i pół tygodnia (Fernsehserie, 10 Folgen)
- 2023: 365 Tage (356 dni)